# Robert Swinhoe

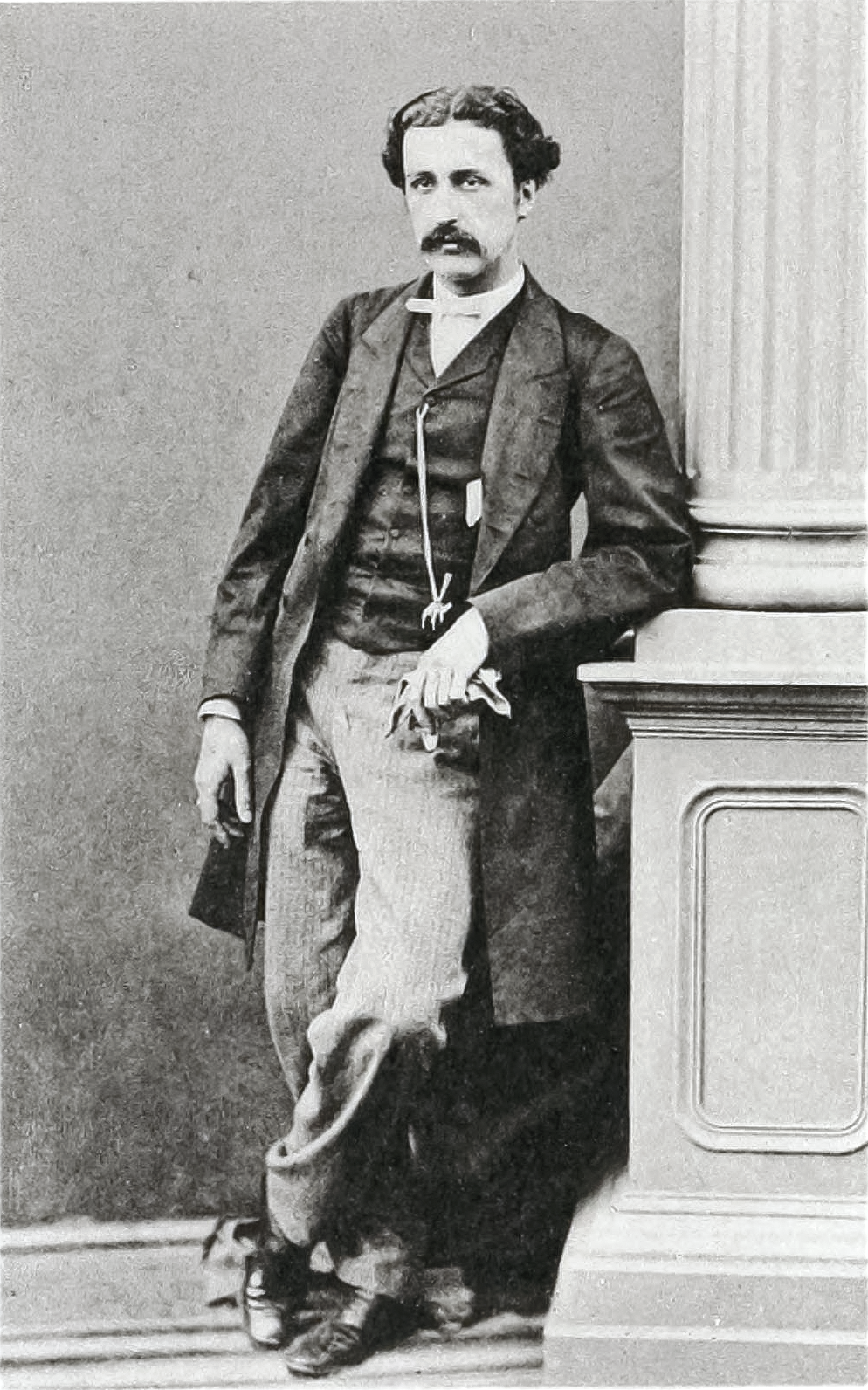
Robert Swinhoe

Robert Swinhoe (* 1. September 1836 in Kolkata; † 28. Oktober 1877 in London) war ein britischer Naturforscher, Ornithologe und Zoologe. Sein offizielles botanisches Autorenkürzel lautet „Swinhoe“.

## Leben
Swinhoe war der Bruder von Charles Swinhoe, einem Gründungsmitglied der Bombay Natural History Society.
Er wurde in Kolkata (Indien) geboren, studierte an der University of London und trat 1854 dem konsularischen Korps in China bei. In seiner freien Zeit in China sammelte er naturhistorische Proben, und da viele der von ihm besuchten Gebiete noch nie zuvor für abendländische Forscher zugänglich waren, waren viele der von ihm gesammelten Arten neu für die Wissenschaft. Wegen seines Schwerpunktes als Ornithologe waren viele seiner entdeckten Arten Vögel, aber auch Fische, Insekten und Säugetiere wurden gesammelt. 1862 kehrte er mit seinen Sammlungen nach England zurück. Viele der von ihm entdeckten Vögel führte John Gould in seinem Werk Birds of Asia (1863) auf.
Zahlreiche Vögel und andere Tiere wurden nach Swinhoe benannt, so beispielsweise der Swinhoewellenläufer (Oceanodroma monorhis), den er selbst 1867 erstmals beschrieben hatte.

## Dedikationsnamen

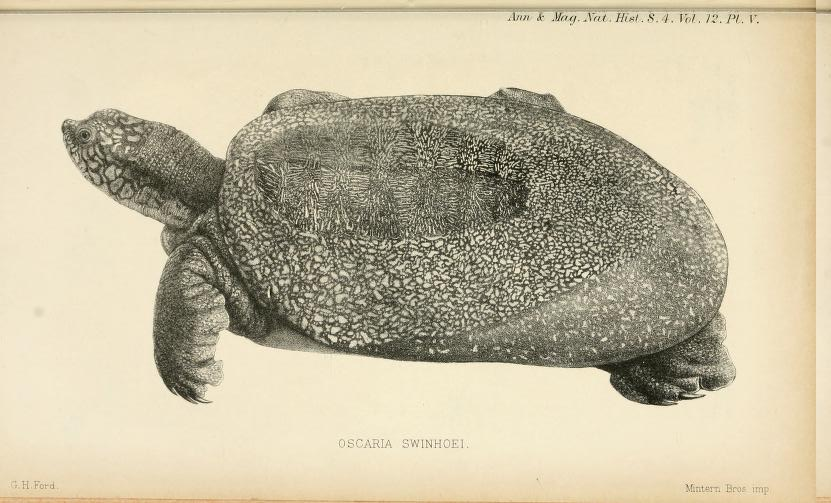
Illustration der Jangtse-Riesenweichschildkröte (Rafetus swinhoei), die von Robert Swinhoe ans Natural History Museum gesendet wurde.

John Gould widmete ihm 1863 den Namen des Swinhoefasans (Lophura swinhoii). Armand David benannte 1874 den Grauflankensäbler (Pomatorhinus swinhoei) zu seinen Ehren. John Edward Gray benannte 1862 die Taiwan-Serau (Capricornis swinhoei), Alphonse Milne-Edwards 1874 das Swinhoe-Streifenhörnchen (Tamiops swinhoei) nach ihm. George Albert Boulenger benannte 1903 die Echten Frosch-Art Odorrana swinhoana nach ihm. Mit Diploderma swinhonis und Gekko swinhonis bedachte ihn Albert Günther 1864 sowie mit Rhabdophis swinhonis im Jahr 1868 gleich in drei Arten. Bei der Jangtse-Riesenweichschildkröte (Rafetus swinhoei), die John Edward Gray 1873 beschrieb, verstarb das letzte bekannte Weibchen am 13. April 2019.
Außerdem findet sich sein Name in der Azurelster-Unterart (Cyanopica cyanus swinhoei Hartert, E, 1903), der Grauscheitelspecht-Unterart (Yungipicus canicapillus swinhoei (Hartert, E, 1910)), der Goldgrasmücken-Unterart (Lioparus chrysotis swinhoii (Verreaux, J, 1871)), der Spitzschwanz-Bronzemännchen-Unterart (Lonchura striata swinhoei (Cabanis, 1882)), der Fleckenhals-Buschtimalie-Unterart (Stachyris strialata swinhoei Rothschild, 1903) und der Sambar-Unterart (Cervus unicolor swinhoii Sclater, PL, 1862).
Mecistura swinhoei Pelzeln, 1867 wird heute als Synonym zur Silberkehl-Schwanzmeise (Aegithalos glaucogularis (Gould, 1855)), Bubo bubo swinhoei Hartert, E, 1913 als Synonym für die Uhu-Unterart (Bubo bubo kiautschensis Reichenow, 1903), Hydrochelidon leucopareia swinhœi Mathews, 1912 als Synonym für die Weißbart-Seeschwalbe (Chlidonias hybrida (Pallas, 1811)), Cuculus Swinhoei Cabanis & Heine, 1863 als Synonym für den Kurzflügelkuckuck (Cuculus micropterus (Gould), 1838), Merops Swinhoei Hume, 1873 als Synonym für den Braunkopfspint (Merops leschenaulti Vieillot, 1817), Platalea Swinhoei Stejneger, 1887 als Synonym für den Schwarzgesichtlöffler (Platalea minor Temminck & Schlegel, 1849) und Oriolus chinensis swinhoii Momiyama & Isii, 1928 als Synonym für die Schwarznackenpirol-Unterart (Oriolus chinensis diffusus Sharpe, 1877) betrachtet.
Nicht ihm, sondern seinem Bruder ist die Sundevall-Rennratten-Unterart (Meriones  crassus swinhoei (Scully, 1881)) gewidmet.

## Publikationen (Auswahl)
- On new and little-known birds from China. In: Proceedings of the Scientific Meetings of the Zoological Society of London for the Year 1863. 1863, S. 87–94 (biodiversitylibrary.org).
- A list of the Formosan reptiles; with notes on a few of the species, and some remarks on a fish (Orthagoriscus, sp.). In: The Annals and magazine of natural history; zoology, botany, and geology (= 3). Band 12, Nr. 69, 1864, S. 219–226 (biodiversitylibrary.org – 1863).
- Ornithological Notes from Formosa. In: The Ibis (= New Series). Band 2, Nr. 14, 1866, S. 292–406 (biodiversitylibrary.org).
- Jottings on Birds from my Amoy Journal. In: The Ibis (= New Series). Band 3, Nr. 10, 1867, S. 226–237 (biodiversitylibrary.org).
- Jottings on Birds from my Amoy Journal. In: The Ibis (= New Series). Band 3, Nr. 12, 1867, S. 385–413 (biodiversitylibrary.org).
- A Revised Catalogue of the Birds of China and its Islands, with Description of New Species, References to former Notes, and occasional Remarks. In: Proceedings of the Scientific Meetings of the Zoological Society of London. 1871, S. 337–423 (biodiversitylibrary.org).
- Descriptions of two new Pheasants and a new Garrulax from Ningpo, China. In: Proceedings of the Scientific Meetings of the Zoological Society of London for the Year 1872. 1872, S. 550–554 (biodiversitylibrary.org).